# Casa dei Dioscuri

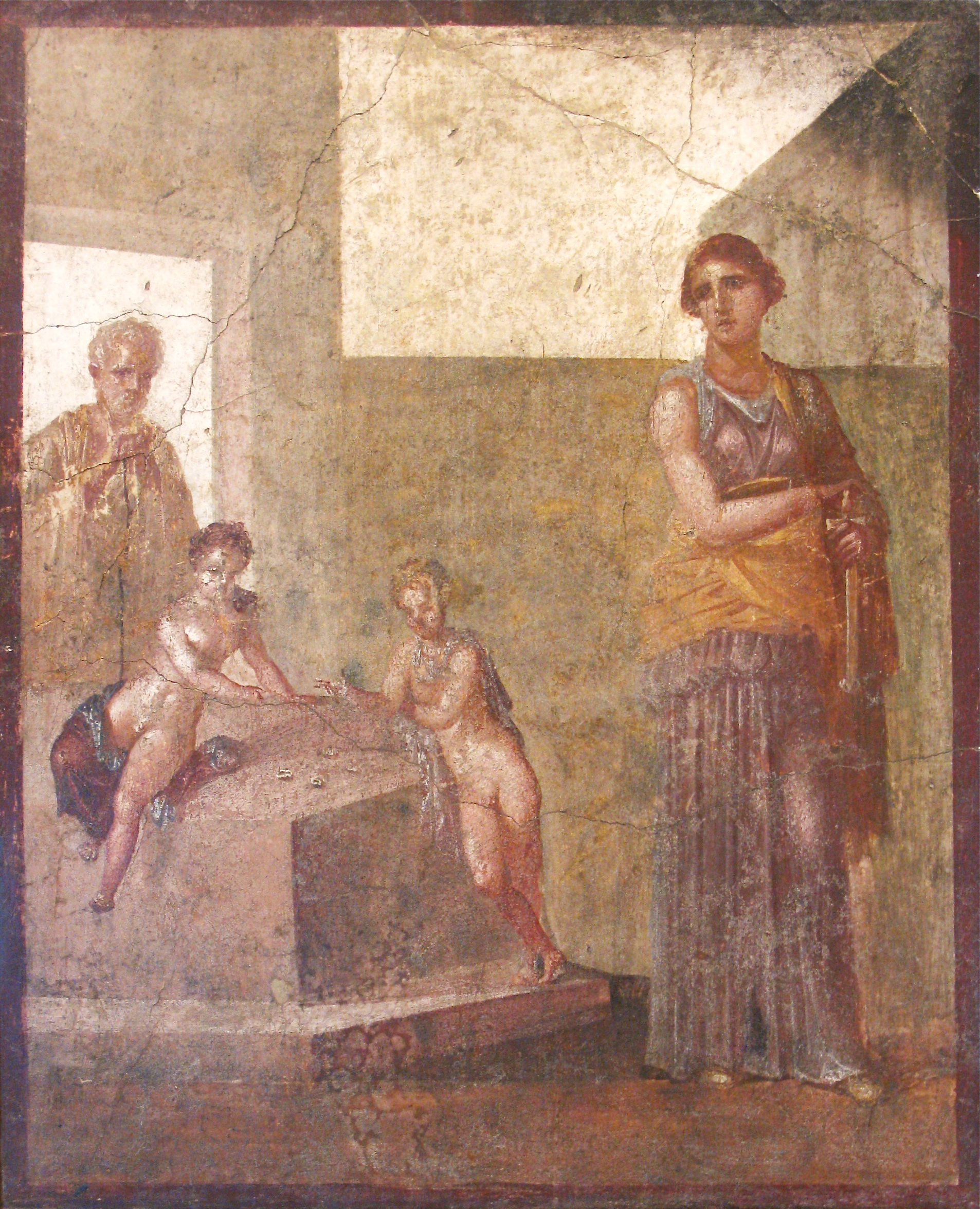
Affresco della casa dei Dioscuri

La casa dei Dioscuri è una casa di epoca romana, sepolta dall'eruzione del Vesuvio del 79 e ritrovata a seguito degli scavi archeologici dell'antica Pompei: si tratta di una delle abitazioni più vaste e meglio decorate della città e deve il suo nome ad una pittura ubicata all'ingresso, raffigurante i Dioscuri Castore e Polluce, oggi conservata al museo archeologico nazionale di Napoli.

## Storia e descrizione
La casa dei Dioscuri è un insieme di tre abitazioni, unite tra loro durante l'età augustea; sepolta dall'eruzione del 79 del Vesuvio, fu esplorata tra il 1828 ed il 1829.
La casa verte sull'atrio, che funge anche da ingresso, di tipo corinzio, uno dei quattro rinvenuti a Pompei, con dodici colonne in tufo che sorreggono il tetto; alla sua destra si apre un peristilio con al centro una vasca per l'acqua e pannelli decorativi, in quarto stile, che raffigurano architetture e nature morte: queste decorazione sono state realizzate dallo stesso artista che ha lavorato anche alla casa dei Vettii. La casa presenta inoltre un tablino con due stanze che si aprono ai suoi lati: in quella a destra sono stati ritrovati gli affreschi raffiguranti la nascita di Adone e Scilla che consegna a Minosse il capello fatato del padre Niso, mentre nella stanza di sinistra si trovano gli affreschi di Apollo e Dafne e Sileno e Ninfa con Bacco infante. Alle spalle del tablino si apre un portico con colonne doriche, sulla cui parete di fondo è posto il larario.